# لارس-غونار أندرسون
لارس-غونار أندرسون (مواليد 9 أغسطس 1949 في غوتنبرغ) (بالسويدية: Lars-Gunnar Andersson) هو لغوي سويدي.
أندرسون هو أستاذ اللغة السويدية الحديثة في جامعة غوتنبرغ، ويشارك في برنامج إذاعي في راديو P1 السويدي.
أصبح محاضرا في اللغويات العامة عام 1980، وأستاذ اللغة السويدية الحديثة في جامعة غوتنبرغ في عام 1993. تم انتخابه عام 1999 كعضو في الجمعية الملكية للعلوم والآداب في غوتنبرغ.
وقد عمل في العديد من المجالات اللغوية مثل تركيب الجملة (syntax)، علم الدلالة، اللغويات الاجتماعية واللغات الأفريقية. في المجال اللغوي الاجتماعي، شارك بشكل رئيسي في لهجة غوتنبرغ.

## روابط خارجية
- Presentation på Göteborgs universitets webbplats